# 科姆薩山
72°5′S 25°21′E / 72.083°S 25.350°E
科姆薩山是南極洲的山峰，位於南龍達訥山脈，處於科姆斯冰川和薩爾冰川之間，海拔高度2,960米，挪威地圖製作師在1957年根據美國海軍把該冰川繪入地圖。